# Smen
Smen (ook wel sman, semneh, of sminn) is een traditionele rauwmelkse boter die eventueel op smaak gebracht wordt met zout en eventueel met oregano, tijm, kaneel of andere kruiden. 
Smen wordt veel gebruikt in de Noord-Afrikaanse en Oriëntaalse keuken. 
Het kan gemaakt worden van melk van koeien, schapen en geiten of een combinatie hiervan. In Noord-Afrika gebruikt men een khabia, een traditionele keramische pot, bij de bereiding van smen. Ghee lijkt maar een beetje op smen (het wordt ook van boter gemaakt), maar om ghee te verkrijgen wordt boter gekookt. De melkbestanddelen karamelliseren daarbij. Smen is een boterproduct van ongeklaarde boter. Daardoor krijgt het de sterkere kaasachtige smaak en geur. Men voegt het vaak toe aan tajines, kdras, couscous en harira. Smen moet rijpen, zodat het zijn nootachtige smaak krijgt. Hoe langer gerijpt, des te sterker het aroma. Een klein beetje toevoegen aan een gerecht is al voldoende om het diepte te geven.

## Traditie
Smen geeft ook de rijkdom van de familie aan en hoe een gast wordt gewaardeerd. Smen is niet zo maar na te maken. Niet iedereen kan het zich veroorloven om een kilo boter te gebruiken voor een ingrediënt, wat hij pas over een jaar gaat gebruiken. Als men je oude smen aanbiedt, dan is dat een teken van waardering. Het is immers zeer kostbaar.